# Putin (sobrenome)
Putin (em russo:  Путин) é um sobrenome masculino russo. Sua variante feminina é Putina (em russo:  Путина).

## Distribuição geográfica
Em 2014, 73,8% de todos os detentores conhecidos do sobrenome Putin eram residentes da Rússia (frequência: 1:22.479), 6,5% do Uzbequistão (1:54.530), 2,5% do Tajiquistão (1:38.622), 2,4% da França (1:313.715), 2,2% da Bielorrússia (1:50,006), 1,7% do Cazaquistão (1:118,628), 1,3% da Moldávia (1:32,673), 1,2% da Romênia (1:191,218), 1,1% da Ucrânia ( 1:465.553) e 1,1% da Índia (1:8.160.269).
Na Rússia, a frequência do sobrenome foi maior do que a média nacional (1:22,479) nos seguintes locais da Federação Russa:
- 1. Krai de Perm (1:3,181)
- 2. República de Altai (1:4,161)
- 3. Moscou (1:7,200)
- 4. São Petersburgo (1:10,861)
- 5. Ossétia do Norte-Alânia (1:14,563)
- 6. Oblast de Astracã (1:14,649)
- 7. Oblast de Novosibirsk (1:15,626)
- 8. Oblast de Irkutsk (1:17,411)
- 9. Oblast de Kaliningrado (1:18,825)
- 10. Oblast de Novgorod (1:19,510)
- 11. Okrug Autônomo Khanty-Mansi (1:20,672)
- 12. Oblast de Saratov (1:21,599)

## Pessoas
- Vladimir Putin (nascido em 1952), presidente da Rússia de 2000 a 2008 e de 2012-atualmente, e primeiro-ministro da Rússia de 1999 a 2000 e de 2008 até 2012.
  - Vladimir Putin Peak, montanha no Quirguistão.
  - Palácio de Putin, palácio no Krasnodar Krai, Rússia.
  - Planos de Putin, programa político e econômico de Vladimir Putin.
  - Putin Must Go, site russo e campanha pública contra Vladimir Putin.
  - Putin khuilo, música ucraniana ridicularizando Vladimir Putin.
  - Direct Line with Vladimir Putin, programa de televisão anual russo, com transmissão ao vivo de perguntas e respostas com Vladimir Putin.
  - Putin's Progress, livro de Peter Truscott, lançado em 2004.
  - Putin's Russia, livro de Anna Politkovskaya, lançado em 2004.
  - Putin, Russia and the West, série documental britânica de 2012.
  - Putin's Kiss, documentário de 2012 sobre a jovem ativista russa Masha Drokova.
  - Pussy versus Putin, documentário russo de 2013 sobre o grupo de protesto feminista punk rock russo Pussy Riot.
- Igor Putin (nascido em 1953), empresário e político russo, primo de Vladimir Putin.
- Roman Putin (nascido em 1977), empresário e político russo, sobrinho de Vladimir Putin.
- Lyudmila Putina (nascida em 1958), a ex-esposa de Vladimir Putin.
- Vera Putina (born 1926), uma mulher que afirma ser a mãe de Vladimir Putin.
- P. T. Narasimhachar (1905–1998), poeta indiano Kannada, geralmente conhecido como "Pu Ti Na" ou "Putina".

## Pessoas fictícias
- Ivan Putin